# Szczepan Soszyński
Szczepan Soszyński (ur. 24 grudnia 1918 w Ostojach, zm. 2 września 1988 w Drobinie) – polski prezbiter katolicki.

## Życiorys
Był synem Hieronima i Władysławy z Biernackich. Do kapłaństwa przygotowywał się w Wyższym Seminarium Duchownym w Płocku. Święcenia kapłańskie przyjął 16 maja 1943 w Kielcach z rąk bpa Czesława Kaczmarka. Po święceniach został wikariuszem w parafii Hadynów w diecezji siedleckiej. 
Po powrocie do diecezji płockiej był prefektem szkół i wikariuszem w parafii Przasnysz (1945–1950), kapelanem Sióstr Kapucynek w Przasnyszu (1945-1948), kapelanem Sióstr Misjonarek Św. Rodziny w Ratowie koło Mławy (1950-1951), wikariuszem w Gralewie (1951), proboszczem w parafiach Opinogóra (1951-1956) i Drobin (od 1956 r. przez kolejne 33 lata). 
W okresie pracy w liceum przasnyskim cieszył się wielkim autorytetem moralnym wśród uczniów oraz przeważającej części grona nauczycielskiego. Przyjaźnił się m.in. z polonistą
Józefem Otłowskim. Gromadził młodzież na mszach świętych i nabożeństwach, zwłaszcza w okresie nowenny do św. Stanisława Kostki, dla swych wychowanków organizował rekolekcje, także zamknięte, jasełka, okolicznościowe akademie. 
Działalność księdza spowodowała szykany organów bezpieczeństwa i władz oświatowych. W styczniu 1950 r. ks. Soszyński otrzymał pismo z Kuratorium Okręgu Szkolnego Warszawskiego, zwalniające go ze służby nauczycielskiej z dniem 30 kwietnia 1950 r. Decyzja ta zatwierdzona została, mimo odwołań księdza, we wrześniu tegoż roku. W okresie Milenium chrztu Polski ks. Soszyński objęty został aktywnym rozpracowaniem SB w ramach akcji pod kryptonimem "Narcyz - 26". 
Obdarzany zaufaniem przez kolejnych rządców diecezji, pełnił szereg odpowiedzialnych funkcji: był kierownikiem Referatu Katechetycznego Kurii, członkiem różnych rad diecezjalnych, wizytatorem domów zakonnych, wicedziekanem dekanatu Raciąż. Dwukrotnie spotkały go odznaczenia papieskie: w połowie lat 60. został kapelanem Jego Świątobliwości, w 1985 r. - Prałatem Honorowym Jego Świątobliwości.
W ostatnich latach życia cierpiał na chorobę serca, ale do końca pracował bardzo intensywnie jako duszpasterz. W nocy z 1 na 2 września doznał kolejnego zawału. Zmarł w karetce pogotowia w drodze do szpitala w Płocku. Pochowany został w Drobinie.